# Nord (Cameroun)
Nord (fransk) eller North (engelsk) er en region i Cameroun med hovedstad i byen Garoua.

## Geografi
Regionen ligger i den nordlige del af landet og grænser op til Extrême-Nord-regionen mod nord, Tchad mod øst, Den Centralafrikanske Republik mod sydøst, den camerounske Adamawaregion mod syd og Nigeria mod vest. På grænsen til Tchad ligger 2.200 den km² store Bouba Ndjida Nationalpark og på grænsen til Nigeria den 3.300 km² store Faro Nationalpark.
Provinsens topografi er i høj grad domineret af Adamawahøjlandet, som når en højde på 2.710 meter. Mod nordvest ligger foden af Mandara-bjergene. Regionen gennemskæres af Nigers største biflod, Benue, med dens talrige bifloder, såsom Mayo Kébbi. Den sydøstlige del af provinsen ligger i Logone-vandskellet og er derfor en del af Tschadbækkenet.

## Befolkningsudvikling
Siden 1976 er befolkningen mere end femdoblet.
| År                    | Befolkning |
| --------------------- | ---------- |
| Folketællingen i 1976 | 479.158    |
| Folketællingen i 1987 | 832.165    |
| Folketællingen i 2005 | 1.687.959  |
| Estimat 2015          | 2.442.600  |

## Administrativ inddeling
Regionen er opdelt i 4 distrikter. Tabellen nedenfor viser navnene og distriktshovedstaden i hvert distrikt.
| \| distrikt \| Hovedstad \| Areal ( km² ) \| Befolkning 2005 \| \| ---------- \| --------- \| ------------- \| --------------- \| \| Benoué \| Garoua \| 13.614 \| 851.955 \| \| Faro \| Politi \| 11.785 \| 69.477 \| \| Mayo-Rey \| Tcholliré \| 36.529 \| 375.201 \| \| Mayo Louti \| Guider \| 4.161 \| 391.326 \| \| Nord \| Garoua \| 65.576 \| 1.687.959 \| |           |               |                 |
| distrikt | Hovedstad | Areal ( km² ) | Befolkning 2005 |
| Benoué | Garoua    | 13.614        | 851.955         |
| Faro | Politi    | 11.785        | 69.477          |
| Mayo-Rey | Tcholliré | 36.529        | 375.201         |
| Mayo Louti | Guider    | 4.161         | 391.326         |
| Nord | Garoua    | 65.576        | 1.687.959       |

## Historie
Regionen (indtil 2008 provins) blev oprettet i 1983 med opdelingen af provinsen Nord/Nord i provinserne Adamawa, Extrême-Nord og den nuværende region Nord.